# John Olney
 (novembre 2013).
Si vous disposez d'ouvrages ou d'articles de référence ou si vous connaissez des sites web de qualité traitant du thème abordé ici, merci de compléter l'article en donnant les références utiles à sa vérifiabilité et en les liant à la section « Notes et références ».
Pour les articles homonymes, voir Olney.
John W. Olney, né le 23 octobre 1931 à Marathon en Iowa et mort le 14 avril 2015, fut un neurologue américain et un spécialiste en psychopathologie, à qui l'on doit la notion d'excitotoxicité. Depuis 1977, il était professeur de neurologie et de psychopathologie à l'université Washington de Saint-Louis. Il était le membre de nombreuses sociétés scientifiques, comme l'Académie nationale des sciences et le récipiendaire de nombreux honneurs scientifiques.

## Biographie
En 1996, il intègre l'Académie nationale de médecine de l'Académie nationale des sciences.
Il a reçu le prix Joseph Zubin de l'American Psychopathological Association en 2003.

## Travaux

### Lésions d'Olney et excitotoxicité
Les « lésions d'Olney » constituent un type de lésion cérébrale, occasionnées par l'exposition des récepteurs NMDA à l'action de doses d'un neurotoxique agissant comme agent bloquant de la réaction glutamatergique. C'est notamment le mode d'action de certaines drogues hallucinogènes.
En 1969, lors d'essais menés sur des populations de rats, Olney a mis en évidence l'apparition de petites cavités lésées, d'abord dans l'aire cingulaire postérieure, puis dans l'aire rétrospéniale du cortex — aires 23-31 et 29-30 de Brodmann — des sujets. En créant trop d'excitation des circuits glutamatergiques, les capacités de rémanence « grillent », attestant du phénomène d'excitotoxicité.
Un tel effet pourrait expliquer chez l'être humain certaines difficultés rencontrées dans le processus d'apprentissage et les troubles de la mémoire. Cependant, la connaissance du cerveau humain par la recherche neuroscientifique reste fortement limitée.

### Additifs alimentaires
Olney est devenu célèbre entre autres pour ses recherches sur les dommages potentiels sur le cerveau d'additifs alimentaires comme le glutamate monosodique, l'aspartame et la cystéine. Ses travaux sur le thème de l'aspartame couvrent à eux seuls trente-quatre publications différentes. On lui connaît également plus de quatre-vingt études sur le glutamate. L'ensemble de ses recherches approche les cinq-cents travaux publiés, dont une partie l'a été dans des revues de premier plan comme Science ou Nature.
En 1996, Olney et al. publient une étude dont le sous-titre est Augmentation des tumeurs cérébrales, y a-t-il un lien avec l'aspartame ?, laquelle a un fort retentissement en Europe. Les résultats de ces travaux le poussent à militer pour une réglementation plus sévère de l'usage du glutamate monosodique et de l'aspartame.
Malgré ces travaux, l'Autorité européenne de sécurité des aliments (EFSA) maintient depuis 2002 sa position relative à l'innocuité de l'aspartame. D'autres agences sanitaires font de même ; par exemple, en Allemagne, l'Institut fédéral allemand d'évaluation des risques indique en 2003 « ne pas reconnaître de lien entre l'usage de l'aspartame, de l'acide asparagirique, de la phénylalanine ou du méthanol comme additif alimentaire et l'apparition d'effets indésirables comme maux de tête, allergies, perturbations endocriniennes, épilepsie ou tumeurs cérébrales »[réf. nécessaire].